# Ferula iliensis
Ferula iliensis là một loài thực vật có hoa trong họ Hoa tán. Loài này được Krasn. ex Korovin mô tả khoa học đầu tiên năm 1947.